# Englische Badmintonmeisterschaft 2011
Die Englische Badmintonmeisterschaft 2011  fand vom 4. bis zum 6. Februar 2011 in Manchester statt.

## Austragungsort
- Manchester Velodrome

## Medaillengewinner
| Disziplin    | Gold                            | Silber                             | Bronze                            |
| ------------ | ------------------------------- | ---------------------------------- | --------------------------------- |
| Herreneinzel | Rajiv Ouseph                    | Carl Baxter                        | Ben Beckman                       |
| Herreneinzel | Rajiv Ouseph                    | Carl Baxter                        | Harry Wright                      |
| Dameneinzel  | Nicola Cerfontyne               | Sarah Walker                       | Sarah Milne                       |
| Dameneinzel  | Nicola Cerfontyne               | Sarah Walker                       | Kate Robertshaw                   |
| Herrendoppel | Nathan Robertson Anthony Clark  | Chris Adcock Andrew Ellis          | Kristian Roebuck Marcus Ellis     |
| Herrendoppel | Nathan Robertson Anthony Clark  | Chris Adcock Andrew Ellis          | Chris Coles Matthew Nottingham    |
| Damendoppel  | Jenny Wallwork Gabrielle White  | Mariana Agathangelou Heather Olver | Helen Davies Sarah Milne          |
| Damendoppel  | Jenny Wallwork Gabrielle White  | Mariana Agathangelou Heather Olver | Alexandra Langley Lauren Smith    |
| Mixed        | Nathan Robertson Jenny Wallwork | Chris Adcock Gabrielle White       | Robin Middleton Heather Olver     |
| Mixed        | Nathan Robertson Jenny Wallwork | Chris Adcock Gabrielle White       | Andrew Ellis Mariana Agathangelou |

## Finalergebnisse
| Disziplin    | Sieger                           | Finalist                           | Ergebnis            |
| ------------ | -------------------------------- | ---------------------------------- | ------------------- |
| Herreneinzel | Rajiv Ouseph                     | Carl Baxter                        | 21–10, 21–16        |
| Dameneinzel  | Nicola Cerfontyne                | Sarah Walker                       |                     |
| Herrendoppel | Nathan Robertson Chris Langridge | Chris Adcock Andrew Ellis          | 21–12, 21–17        |
| Damendoppel  | Jenny Wallwork Gabrielle White   | Mariana Agathangelou Heather Olver | 21–7, 21–17         |
| Mixed        | Nathan Robertson Jenny Wallwork  | Chris Adcock Gabrielle White       | 21–18, 16–21, 21–17 |